# 42型驅逐艦

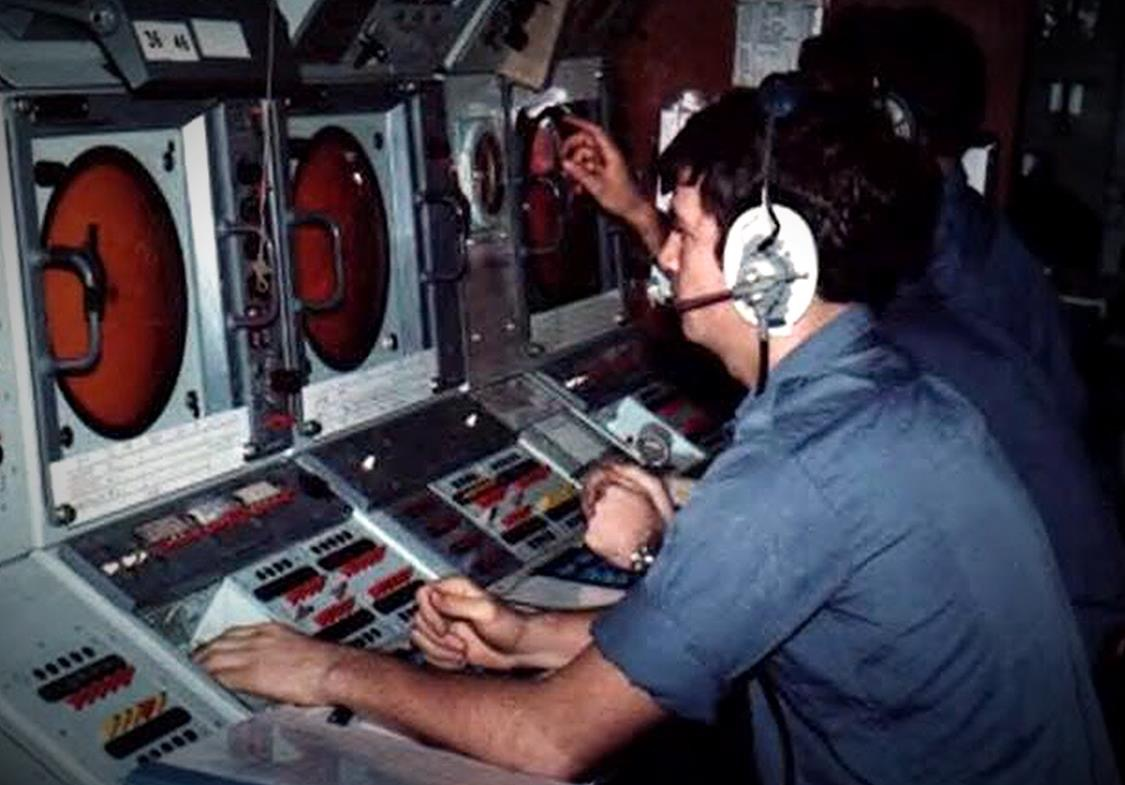
雷達室

42型驅逐艦（英語：Type 42 Destroyer）或稱雪菲爾級（Sheffield class），是一種現代英國皇家海軍飛彈驅逐艦。

## 發展沿革
42型驅逐艦乃1960年代設計的艦隊防空艦，共14艘分三批次建造，現還有1艘服役中，有2艘依據批次一的規格建造的賣給阿根廷海軍，本級船都是根據23型巡防艦為基礎改進的，後來成為皇家海軍骨幹力量，雪菲爾號（HMS Sheffield (D80)）和考文垂號（HMS Coventry (D118)）在福克蘭群島戰爭被擊沉，這是現代第一次有同種船艦卻分別在交戰雙方同時使用，上一次發生這種事是二戰時期英国的花級护卫舰（Flower class）同時在皇家海军和德國海軍出现。
42型驅逐艦本來設計作為一種更重型的82型驅逐艦（Type 82）的支援，負責為一款計劃中的 CVA-01 航空母艦提供護航。 布里斯托級82型驅逐艦其後只生產了一號艦，而 CVA-01 的開發計劃更於 1966年 被工黨政府取消，所以42型驅逐艦功能上便被設計成跟82型驅逐艦一樣，但前者價格遠比後者便宜。82型驅逐艦是本系列中首先配備“海标枪”海對空导彈的。42型驅逐艦亦擁有一個飛行甲板與及停機庫，搭載一架反潛直升機，大大提升了42型驅逐艦的實戰能力。
原定計劃每艘42型驅逐艦的造價不會超過一千九百萬英鎊，惟不久之後發現並不可能。最終完成的設計成為同系列的第3批次（Batch 3），每艘造價二千一百萬英鎊。為了減少成本，同系列的首兩批次均縮短了 47 呎，龍骨與長度比亦被縮減。這兩批次後來經測試發現表現差劣，尤其是於天氣環境惡劣的情況下。早期的第一批次雪菲爾號（HMS Sheffield）及考文垂號（HMS Coventry），與第二批次的埃克塞特號（HMS Exeter）至利物浦號（HMS Liverpool）作為驅逐艦的表現均比後期的第三批次要差得多。
本系列艦隻的勞斯萊斯奧林帕斯TM1A高速燃氣渦輪引擎均裝備了廢氣變流裝置（Exhaust Deflectors）以減低對通訊天線的傷害。由於噴出的熱氣將成為當時新型的紅外線導引飛彈的目標，這些變流裝置後來都在樸次茅夫海軍基地維修時拆除。所有後來的奧林帕斯及 Tyne 引擎均裝備了 "Cheese graters"，將廢氣及機械部件中的排氣口連在一起。
外售予阿根廷的版本均以貝爾格拉諾港為基地。其中一艘聖三一號導彈驅逐艦自1989年起封存，成為姊妹艦大力神號導彈驅逐艦的零件船，但直至2004年才退出現役，將來或擬改建為軍艦博物館。大力神號導彈驅逐艦於結構上進行了大規模改良，包括一個新的停機庫與及飛魚反艦導彈發射器；至1999年，"赫丘利斯號"被降級為運輸艦，並於翌年改建後服役至今。

## 福克蘭戰爭
1970年代初，阿根廷和英國還處於蜜月階段，阿根廷向英國購買了2艘當時皇家海軍最先進的42型驅逐艦，1艘由英國建造另一艘由阿根廷建造，稱為赫丘利斯級。“赫丘利斯”號在1970年5月開工隔年6月下水，1976年7月服役。而英國的首艦“雪菲爾”號也是1975年才服役的，顯示了英國對軍售案的重視。
1982年爆發的的福克蘭戰爭中，除了英國皇家海軍的42型驅逐艦外，阿根廷也擁有2艘自英國訂購的42型驅逐艦，形成了海戰史上少有的同型軍艦對抗局面。

## 設計細節
42型驅逐艦的出現是為了填補被取消的更大型82型驅逐艦。為了使其能擔當同一職務，42型驅逐艦均配備了與82型驅逐艦類似的系統，但前者比後者艦身略少亦比較便宜。本系列的艦隻裝備了 GWS-30 Sea Dart 地對空飛彈系統。雖然一般認為已經過時，惟其於 1991年海灣戰爭的表現證明對現代飛彈威脅仍能作出有效反擊。
42型驅逐艦亦裝備了一門 4.5吋（114毫米）Mk. 8 主炮與及六門魚雷發射器。有鑑於42型驅逐艦艦體防禦能力薄弱且GWS-30 Sea Dart飛彈難以鎖定低空襲來的飛彈等目標，導致雪菲爾號（HMS Sheffield (D80)）和考文垂號（HMS Coventry (D118)）在福克蘭群島戰爭中被擊沉，每艘42型驅逐艦均添置了兩門 M61 CWIS 方陣快砲。同系列一共有三批次，第一與第二批次排水量 4,820噸，而第三批次，有時亦稱作曼徹斯特級的排水量為 5,200噸。第三批次裝備上比首兩批次遠為優勝，雖然艦身較長，不過並沒有裝備海狼飛彈系統。至於阿根廷的版本則裝備了飛魚反艦導彈而非 CIWS。
電子設備包括一組 Type 1022 D-band 遠程雷達連同外部 LFA 目標追蹤或一組 Type 965P 遠程空中監察雷達，一組 type 996 E/F-band 3D 目標指示雷達連同外部 LFA 目標追蹤或 Type 992Q 水面目標搜尋，兩組 Type 909 I/J-band 火控雷達連同外部 LFD 雷達追蹤。
近年來42型驅逐艦的重要性不減反升。這是因為英國奉行了一套進取式的防衛政策，而由於無敵級航空母艦並沒有配備海标枪飛彈系統，42型驅逐艦作為護航的角色便更顯重要。在福克兰岛战争中海标枪击落7架阿军飞机，3架是由考文垂击落的。
所有的艦隻均裝備了勞斯萊斯 TM3B 奧林帕斯及勞斯萊斯 RM1C Tyne 高速燃氣渦輪引擎，搭配Paxman Ventura 16YJCAZ柴油引擎以 COGOG 模式運作。

## 改朝換代
所有42型都將在2014前退役，2007時就已經沒有現役的第1批次的船只了，原本英國打算與其他七個北約國家計畫的NFR-90專案打造新驅逐艦來更換，但是合約失效後英國決定獨自發展新船。
目前42型都以45型驅逐艦來更換，頭六艘45型如下：
- HMS Daring (D32)
- HMS Dauntless (D33)
- HMS Diamond (D34)
- HMS Dragon (D35)
- HMS Defender (D36)
- HMS Duncan (D37)

後面還有兩艘將在接下來十年內採購，42型的諸多問題：狹窄艦內空間、船員安全、舒適性、升級空間不夠，都將在船體更大的45型中解決，45型排水量有7,400噸，遠大於42型的4,820–5,200噸。

## 相關連結
- 45型驅逐艦
- 英國皇家海軍
- 驅逐艦